# Veyretella
Veyretella é um género botânico pertencente à família das orquídeas (Orchidaceae).

## Espécies
1. Veyretella flabellata Szlach., Marg. & Mytnik, Ann. Bot. Fenn. 42: 227 (2005).
2. Veyretella hetaerioides (Summerh.) Szlach. & Olszewski, in Fl. Cameroun 34: 102 (1998).